# 氷川きよし 限界突破RADIO
氷川きよし 限界突破RADIO（ひかわきよし げんかいとっぱレディオ）は文化放送をキーステーションに放送されていたラジオ番組。氷川きよしの冠番組。
2008年4月から2021年3月までは、氷川きよし節（ひかわきよしぶし）の番組タイトルで放送した。

## 出演者
- 氷川きよし（2008年4月 - 2022年12月30日）
- 寺島尚正（2008年4月 - 2022年4月1日）
- 山田弥希寿（2022年4月4日 - 12月30日）

## 概要
2002年4月から2008年3月まで、日曜日午前に放送していた『ズンドコサンデー あっぱれきよし!』の後番組で『氷川きよし節』の番組タイトルで開始。当初は文化放送では5分間の帯番組、それ以外のネット局では週1回・25分に編集した形で放送していたが、2013年4月の放送枠拡大を機に、制作局の文化放送が当時放送していた生ワイド番組『くにまるジャパン』の1コーナー扱いで内包したほか、『純喫茶・谷村新司』のネット局の多くが後番組扱いで放送を始めた。
2018年9月6日からは、収録中の映像をテレビ放送用に編集した『きくテレ 氷川きよし節』が、チャンネル銀河（CSチャンネル）で放送されていた。
2021年春の番組改編を機に、番組のタイトルを『氷川きよし 限界突破RADIO』に変更。変更後の番組タイトルに含まれた「限界突破」は、氷川が2017年に発表した本人曰く「歌謡曲・演歌のジャンルを超越するきっかけになった」という『限界突破×サバイバー』に由来する。この改編ではコーナーを刷新したほか、放送時点における氷川の最新曲を使用していたオープニング・エンディングのテーマソングを『限界突破×サバイバー』に統一している。また、文化放送では放送枠を『純喫茶・谷村新司』を放送していた12:25 - 12:35から11:40 - 11:50へ移動。氷川は「kii」（キイ）という名義で作詞を手掛けているため、オープニングで「"氷川きよし"ことkii」と名乗るようになった。
氷川・寺島の出演と全国 33局ネットの放送体制は『限界突破RADIO』への改題後も続けられたが、寺島が2022年4月1日放送分でアシスタントを卒業したことにともなって、翌週4月4日放送分からは文化放送アナウンサーの山田弥希寿がアシスタントを継承。氷川がオープニングとエンディングで「"氷川きよし"ことkiina（キイナ）」を名乗り始めたことから、"kiyoshi"で始めていた番組の公式メールアドレスが"kiina"で始まるアドレスに変更されたほか、コーナーのリニューアルも実施している。

## 氷川の休養宣言とシリーズの終焉
2022年12月5日、氷川の歌手活動休養にともない同年12月30日で番組が終了することを告知した。終了に先だって文化放送では12月20日に通常放送とは別に特別番組として『氷川きよし　22年の感謝をこめて　限界突破RADIO』を放送した（ゲストとして前半は寺島が、後半は西寄ひがしが出演）。これにより、2000年10月から『氷川きよし 箱根八里の二時半次郎』時代から開始した氷川きよしのレギュラーシリーズは22年3か月の放送に幕を降ろした。

## コーナー
文化放送の場合（太字の企画は『限界突破RADIO』への改題後に開始）
- 月曜:お便り紹介 → （2013年4月 - 2021年3月22日）日本全国御国自慢 →（2021年3月29日 - ）MYトレンド　MYブーム
- 火曜:（2008年4月）お便り紹介 → （2008年5 - 7月）ムヒな家族 → （2008年8月）お便り紹介 → （2008年9月 - 2021年3月23日）きよ句会 →（2021年3月30日 - ）限界突破　川柳2021
- 水曜:（2009年3月まで）お便り紹介 → （2009年4月 - 2014年）「きよ劇場（ラジオドラマ風コーナー）」 → （2014年 - 2021年3月24日）お便り紹介と氷川の曲 → （2021年3月31日 - ）MY HOME TOWN・地元DAISUKI
- 木曜:（2020年6月まで）氷川きよし　演歌名曲選 → （2020年7月 - 2021年3月25日）きよシリーズ ロック・ポップス編 → （2021年4月1日 - ）氷川きよしALL リクエスト
- 金曜:（2009年3月まで）週末のお便り紹介 → （2009年4月 - 2011年6月3日）「きよ食品」 → （2011年6月10日 - ）「氷川きよし　演歌名曲選」→（2014年4月 - 2020年6月）リスナーからのオリジナル曲リクエスト → （2020年7月 - 2021年3月26日）きよシリーズ 演歌・歌謡曲編 → （2021年4月2日 - ）氷川きよしALL リクエスト

氷川の新曲・新アルバムが発売される際はコーナーを中止して、新曲やカップリング曲を1週、新アルバム発売の場合は2週にわたって収録曲が流れる事になっている。正月3が日に放送された場合はその週と翌週は『新春オールリクエスト』と題して、リスナーからのリクエストに応じて、氷川の曲が流れる。『限界突破RADIO』への改題後は、「氷川きよしALLリクエスト」として木・金曜日にレギュラーで放送。
文化放送が箱根駅伝実況中継を全国向けに実施する1月2日・3日が平日と重なる場合には、関東ローカル向けの中継枠を基本として7:30から14:30に設定している関係で、同局での放送を休止。ネット局ではこの場合にも文化放送からの裏送り方式で放送されているが、通常は当番組をランチタイムに流していて箱根駅伝実況中継のネットも実施する局では、当番組の放送枠を両日のみ中継の開始前（早朝）へ暫定的に移すことがある。その場合にも収録済みの音源を上記の局向けに編集しないため、早朝での放送にもかかわらず、ランチタイムでの放送を前提に氷川が発した挨拶（「こんにちは、○○です」）が流れている。さらに、文化放送では祝日に『キユーピー・メロディホリデー』などの特別番組を当番組の時間帯に編成することが多いため、このような日にも箱根駅伝の実況中継日と同様に対応。文化放送では本編の放送を休止するが、当番組にスポンサーが付いている時期には、スポンサーのCMを特別番組や前枠・後枠番組（『大竹まことゴールデンラジオ!』など）の中でスポットCMとして放送している。
基本として氷川と文化放送アナウンサー（寺島→山田）とのコンビで進行しているが、放送日や放送週によっては、西寄ひがし（氷川のコンサートの専属司会者）も収録に加わることがある。
2011年以降の年末の水曜日には「きよ劇場」で放送された作品から選りすぐりの作品などを表彰する「きよデミー賞」が放送される。ただし、『氷川きよし節』時代の2014年7月までは、当時のパートナーだった寺島が休暇などで収録に参加しない場合に「きよ劇場」の放送を休止していた。

## ネット局

### 2008年4月 - 2013年3月（5分の帯番組時代）
制作局である文化放送を除き5分×5回の放送を週1回 25分に編集して放送していた。
| 放送地域      | 放送局               | 放送時間               | 備考                               |
| ------------- | -------------------- | ---------------------- | ---------------------------------- |
| 関東広域圏    | 文化放送（QR)        | 平日 16:50 - 16:55頃   | 制作局 『夕やけ寺ちゃん 活動中』内 |
| 富山県        | 北日本放送（KNB）    | 毎週土曜 7:10 - 7:35   |                                    |
| 宮崎県        | 宮崎放送（MRT）      | 毎週土曜 17:00 - 17:25 |                                    |
| 静岡県        | 静岡放送（SBS）      | 毎週日曜 7:05 - 7:30   |                                    |
| 中京広域圏    | 東海ラジオ放送（SF） | 毎週日曜 7:20 - 7:45   |                                    |
| 大分県        | 大分放送（OBS）      | 毎週日曜 7:30 - 7:55   |                                    |
| 山梨県        | 山梨放送（YBS）      | 毎週日曜 8:00 - 8:25   |                                    |
| 鳥取県 島根県 | 山陰放送（BSS）      | 毎週日曜 8:00 - 8:25   |                                    |
| 山形県        | 山形放送（YBC）      | 毎週日曜 8:25 - 8:50   |                                    |
| 福井県        | 福井放送（FBC）      | 毎週日曜 8:30 - 8:55   |                                    |
| 長崎県 佐賀県 | 長崎放送（NBC）      | 毎週日曜 9:00 - 9:25   |                                    |
| 福岡県        | 九州朝日放送（KBC）  | 毎週日曜 11:30 - 11:55 |                                    |
| 石川県        | 北陸放送（MRO）      | 毎週日曜 12:30 - 12:55 | [ 注 6 ]                           |
| 長野県        | 信越放送（SBC）      | 毎週日曜 15:00 - 15:25 |                                    |

### 2013年4月 - 2021年3月（10分の帯番組時代）
全て月曜 - 金曜の放送。
2020年8月現在。制作局を除き放送時間の早い順から記載。
ワイド番組に内包している局では、放送時間が前後する場合がある。
2013年3月で終了した「純喫茶・谷村新司」の後番組として放送している局が多い。「純喫茶・谷村新司」は全て昼前の放送だったが、当番組から午後や夕方、早朝に放送する局もある。
ラジオ・チャリティー・ミュージックソン（ニッポン放送他）を放送する局では、12月24日（午後ネット局）・25日（午前ネット局）は、当番組の放送は行われない。
| 放送地域      | 放送局               | 放送時間      | 備考                                                                                |
| ------------- | -------------------- | ------------- | ----------------------------------------------------------------------------------- |
| 関東広域圏    | 文化放送（QR)        | 12:25 - 12:35 | 制作局 『くにまるジャパン 極』内                                                    |
| 愛媛県        | 南海放送（RNB）      | 06:35 - 06:45 | [ 注 8 ]                                                                            |
| 沖縄県        | ラジオ沖縄（ROK）    | 09:15 - 09:25 | [ 注 9 ]                                                                            |
| 秋田県        | 秋田放送（ABS）      | 09:30 - 09:40 | 『あさ採りワイド秋田便』内                                                          |
| 石川県        | 北陸放送（MRO）      | 09:50 - 10:00 | 『あさ☀ダッシュ!』内                                                                |
| 岡山県        | RSK山陽放送（RSK）   | 10:07 - 10:17 | 『朝耳らじお55』内                                                                  |
| 香川県        | 西日本放送（RNC）    | 10:15 - 10:25 | 『さわやかラジオ おはようハイタッチ!』内                                            |
| 福島県        | ラジオ福島（rfc）    | 10:25 - 10:35 | 『スマイル!』内                                                                     |
| 鳥取県 島根県 | 山陰放送（BSS）      | 10:45 - 10:55 |                                                                                     |
| 長野県        | 信越放送（SBC）      | 10:50 - 11:00 | 『坂ちゃんのずくだせえぶりでい』内                                                  |
| 近畿広域圏    | ラジオ大阪（OBC）    | 11:00 - 11:10 |                                                                                     |
| 青森県        | 青森放送（RAB）      | 11:05 - 11:15 |                                                                                     |
| 山形県        | 山形放送（YBC）      | 11:20 - 11:30 |                                                                                     |
| 高知県        | 高知放送（RKC）      | 11:30 - 11:40 |                                                                                     |
| 熊本県        | 熊本放送（RKK）      | 11:30 - 11:40 | 『とんでるワイド 大田黒浩一のきょうも元気!』内                                      |
| 岩手県        | IBC岩手放送          | 11:40 - 11:50 |                                                                                     |
| 宮城県        | 東北放送（tbc）      | 11:40 - 11:50 | [ 注 14 ]                                                                           |
| 福井県        | 福井放送（FBC）      | 11:40 - 11:50 | [ 注 15 ]                                                                           |
| 大分県        | 大分放送（OBS）      | 11:45 - 11:55 | 『情熱ライブ!Voice』内                                                              |
| 宮崎県        | 宮崎放送（mrt）      | 11:45 - 11:55 | [ 注 17 ]                                                                           |
| 新潟県        | 新潟放送（BSN）      | 11:50 - 12:00 | [ 注 18 ]                                                                           |
| 山口県        | 山口放送（KRY）      | 11:50 - 12:00 |                                                                                     |
| 中京広域圏    | 東海ラジオ放送（SF） | 12:00 - 12:10 | [ 注 19 ]                                                                           |
| 長崎県 佐賀県 | 長崎放送（NBC）      | 12:00 - 12:10 | [ 注 20 ]                                                                           |
| 山梨県        | 山梨放送（YBS）      | 12:10 - 12:20 | [ 注 21 ]                                                                           |
| 静岡県        | 静岡放送（SBS）      | 12:35 - 12:45 | [ 注 22 ]                                                                           |
| 福岡県        | 九州朝日放送（KBC）  | 12:35 - 12:45 | [ 注 23 ]                                                                           |
| 広島県        | 中国放送（RCC）      | 12:40 - 12:50 | 『おひるーな』内（月曜 - 木曜） 『おひるーなフライデー ひるうたマガジン』内（金曜） |
| 和歌山県      | 和歌山放送（wbs）    | 12:50 - 13:00 | [ 注 25 ]                                                                           |
| 鹿児島県      | 南日本放送（MBC）    | 13:20 - 13:30 | [ 注 26 ]                                                                           |
| 北海道        | STVラジオ            | 15:43 - 15:53 | 『まるごと!エンタメ〜ション』内                                                     |
| 富山県        | 北日本放送（KNB）    | 16:10 - 16:20 | [ 注 28 ]                                                                           |
| 徳島県        | 四国放送（JRT）      | 16:40 - 16:50 | [ 注 29 ]                                                                           |

2013年4月以降は文化放送以外の全てのネット局で当番組を聴いているリスナーに配慮して、氷川が『全国の皆さん、お元気ですか!』の後、寺島が『こんにちは!』と、早朝枠で放送している局では、『こんにちは』の部分を『おはようございます!』に差し替えてオープニングの挨拶をするようになった。

### 2021年4月 - 最終回（番組タイトル改題後）
全て平日の放送で、放送時間の早い順から記載。
ラジオ・チャリティー・ミュージックソン（ニッポン放送他）を放送する局では、12月24日（午後ネット局）・25日（午前ネット局）は、当番組を放送しなかった。
| 放送地域      | 放送局               | 放送時間      | 備考 |
| ------------- | -------------------- | ------------- | --- |
| 関東広域圏    | 文化放送（QR）       | 10:35 - 10:45 | 制作局 『おとなりさん』内 |
| 愛媛県        | 南海放送（RNB）      | 6:35 - 6:45   | |
| 沖縄県        | ラジオ沖縄（ROK）    | 9:15 - 9:25   | |
| 秋田県        | 秋田放送（ABS）      | 9:30 - 9:40   | 『あさ採りワイド秋田便』内 |
| 鹿児島県      | 南日本放送（MBC）    | 9:33 - 9:43   | [ 注 31 ] |
| 中京広域圏    | 東海ラジオ放送（SF） | 9:35 - 9:45   | 『Paradise』内 |
| 石川県        | 北陸放送（MRO）      | 9:50 - 10:00  | 『あさ☀ダッシュ!』内 |
| 岡山県        | RSK山陽放送（RSK）   | 10:06 - 10:15 | 『朝耳らじお55』内 |
| 香川県        | 西日本放送（RNC）    | 10:15 - 10:25 | 『さわやかラジオおはようハイタッチ!』内 |
| 福島県        | ラジオ福島（rfc）    | 10:25 - 10:35 | 『スマイル!』内 |
| 鳥取県 島根県 | 山陰放送（BSS）      | 10:45 - 10:55 | |
| 長野県        | 信越放送（SBC）      | 10:50 - 11:00 | 『坂ちゃんのずくだせえぶりでい』内 |
| 青森県        | 青森放送（RAB）      | 11:05 - 11:15 | |
| 山形県        | 山形放送（YBC）      | 11:20 - 11:30 | |
| 高知県        | 高知放送（RKC）      | 11:30 - 11:40 | |
| 熊本県        | 熊本放送（RKK）      | 11:30 - 11:40 | 『とんでるワイド 大田黒浩一のきょうも元気!』内 |
| 岩手県        | IBC岩手放送          | 11:40 - 11:50 | |
| 宮城県        | 東北放送（tbc）      | 11:40 - 11:50 | |
| 福井県        | 福井放送（FBC）      | 11:40 - 11:50 | |
| 山口県        | 山口放送（KRY）      | 11:40 - 11:50 | |
| 徳島県        | 四国放送（JRT）      | 11:40 - 11:50 | [ 注 33 ] |
| 大分県        | 大分放送（OBS）      | 11:45 - 11:55 | 『風は虹色』内 |
| 新潟県        | 新潟放送（BSN）      | 11:50 - 12:00 | |
| 長崎県 佐賀県 | 長崎放送（NBC)       | 12:00 - 12:10 | |
| 山梨県        | 山梨放送（YBS）      | 12:10 - 12:20 | |
| 広島県        | 中国放送（RCC）      | 12:40 - 12:50 | 『おひるーな』（月曜 - 木曜）内 『おひるーなフライデー ひるうたマガジン』（金曜）内                                                                                                  |
| 北海道        | STVラジオ            | 12:43 - 12:53 | 『工藤じゅんきの十人十色』内 |
| 福岡県        | 九州朝日放送（KBC）  | 12:45 - 12:55 | |
| 宮崎県        | 宮崎放送（mrt）      | 12:45 - 12:55 | |
| 和歌山県      | 和歌山放送（wbs）    | 12:50 - 13:00 | |
| 近畿広域圏    | ラジオ大阪（OBC）    | 13:35 - 13:45 | 『原田年晴 かぶりつきマンデー!』（月曜）内 『和田麻実子のみみよりだんご』（火曜）内 『OBCグッドアフタヌーン!#ラジぐぅ』（水曜・木曜）内 『原田年晴 かぶりつきフライデー!』（金曜）内 |
| 富山県        | 北日本放送（KNB）    | 16:30 - 16:40 | [ 注 34 ] |
| 静岡県        | 静岡放送（SBS）      | 16:40 - 16:50 | [ 注 35 ] |